# Атлетико Морелия
«Атле́тико Море́лия» (исп. Club Atlético Morelia S.A. de C.V.) — мексиканский футбольный клуб из города Морелия, штата Мичоакан, выступающий в Лиге МХ, высшем дивизионе чемпионата Мексики. Команда основана 21 ноября 1924 года, домашние матчи проводит на стадионе «Морелос». В 1999—2020 годах клуб назывался «Мона́ркас Море́лия».

## История
Клуб был основан 21 ноября 1924 года под названием «Оро Морелия». В 1950 году команда приняла участие в первом розыгрыше Второго дивизиона чемпионата Мексики. По итогам сезона 1956/57 команда заняла второе место в этом турнире и впервые пробилась в Примеру. В 1968 году «Морелия» вылетела из элиты. В 1974 году получила название «Атлетико Морелия».
В 1981 году «Морелия» вернулась в Примеру. В 1999 году в название клуба было добавлено слово «Монаркас» («Монархи»). В том же году команда впервые сумела стать чемпионом Мексики, выиграв Зимний чемпионат.
В середине 2010-х годов команда находилась на грани вылета из элиты. Так, в сезоне 2017/18 «Монаркас Морелия» сумела уйти с последнего места в таблице вылета лишь благодаря победному голу, забитому в компенсированное время в ворота «Монтеррея» в матче последнего тура Клаусуры (игра завершилась победой 2:1).
2 июня 2020 года Лига MX объявила о том, что франшиза «Монаркас Морелии» была продана профессиональному клубу в городе Масатлан (штат Синалоа). В тот же день на базе бывшей «Монаркас Морелии» был образован футбольный клуб «Масатлан», занявший место «Морелии» в Примере Мексики. 26 июня 2020 года футбольный клуб «Сакатепек» (2-кратный чемпион Мексики в 1950-е годы) передал свою франшизу городу Морелии и, таким образом, прекратил своё существование. Восстановленный клуб получил название «Атлетико Морелия», а в качестве логотипа был выбран вариант, существовавший до 1998 года. Кроме того, возрождённый клуб сохранит в качестве основных цветов красный и жёлтый. «Атлетико Морелия» занял место «Сакатепека» во втором по уровню дивизионе Мексики — до 2020 года это была Ассенсо МХ, а с 2020 года — Лига де Экспансьон MX.

## Достижения
- Чемпион Мексики (1): Зима 2000
- Вице-чемпион Мексики (3): Ап. 2002, Кл. 2003, Кл. 2011
- Победитель второго дивизиона (1): 1981
- Обладатель Кубка Мексики (1): Ап. 2013
- Финалист Кубка Мексики (2): 1964/65, Кл. 2017
- Обладатель Суперкубка Мексики (1): 2014
- Финалист Кубка чемпионов КОНКАКАФ (2): 2002, 2003

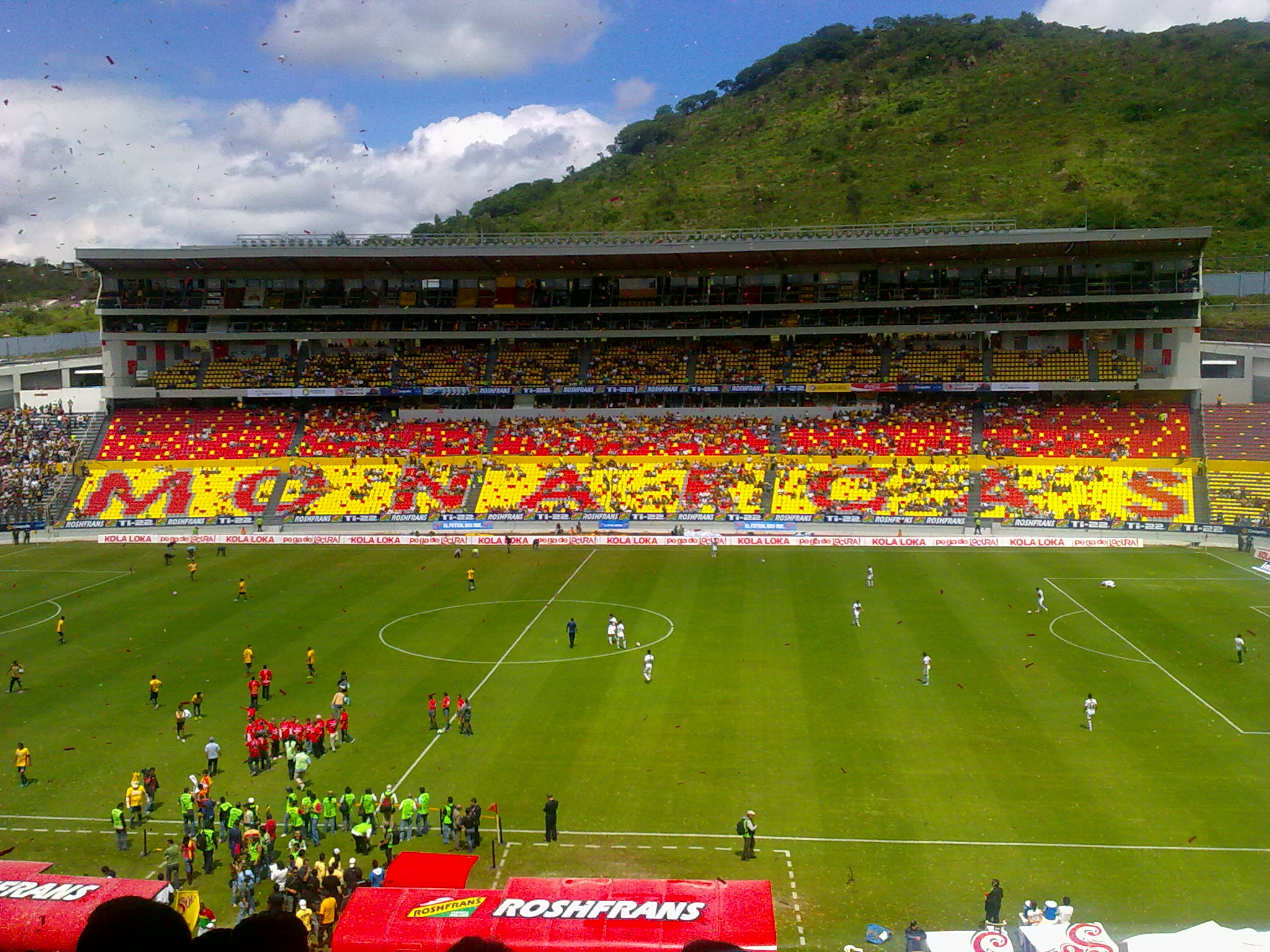
«Морелос» — домашний стадион клуба «Атлетико Морелия»